# Ekuvukeni
Ekuvukeni is een plaats in de Zuid-Afrikaanse provincie KwaZoeloe-Natal.
Ekuvukeni telt ongeveer 14.000 inwoners.